# Gierałtowiczki
Gierałtowiczki est une localité polonaise de la gmina de Wieprz, située dans le powiat de Wadowice en voïvodie de Petite-Pologne.